# コート＝ドール県
コート＝ドール県（コート＝ドールけん、Côte-d'Or）は、フランスの東部ブルゴーニュ＝フランシュ＝コンテ地域圏に位置する、セーヌ川の源泉を擁する県。フランスを代表するワインの生産地。

## 歴史
1790年3月4日、1789年国民公会（fr）によって、かつてのブルゴーニュ州から分割されて誕生した。現在のコート＝ドール県は旧ブルゴーニュ州と常に密接につながってきた。

## 由来

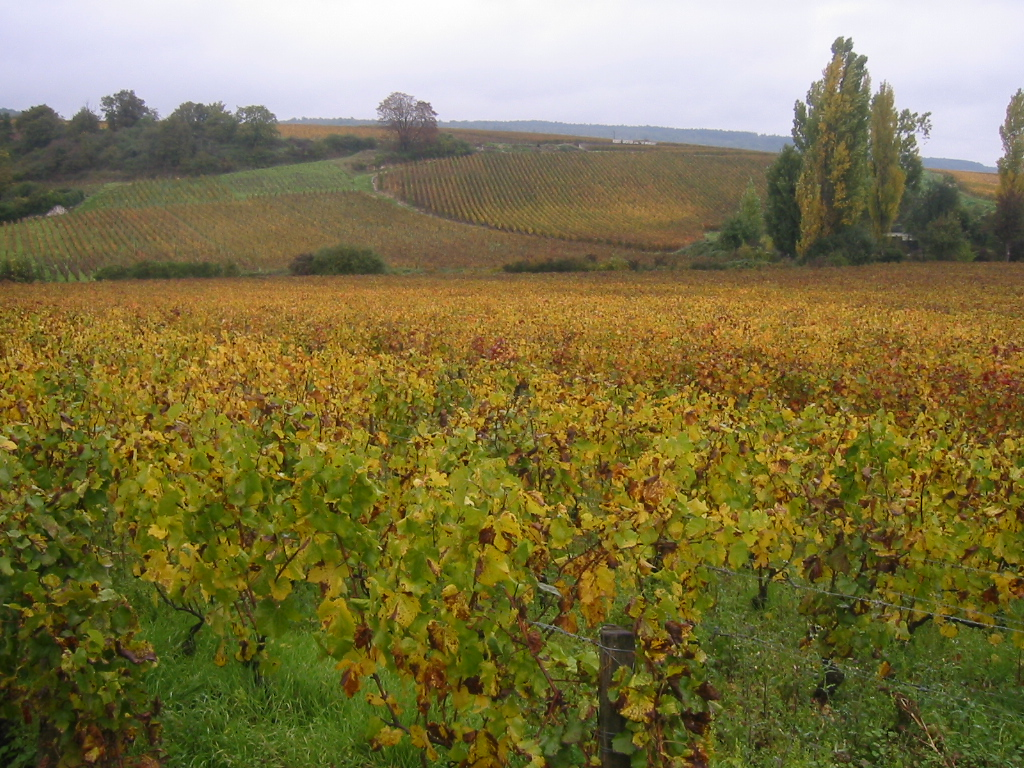
ジュヴレ＝シャンベルタンのブドウ畑

コート＝ドール県は、フランスの県で唯一、地理的な名称ではない県名である。Côte-d'Orとはフランス語で黄金の丘(あるいは傾斜面)という意味である。この名は、弁護士でディジョン議員・1790年国民公会議員であったシャルル・アンドレ＝レミ・アルノーによって選ばれた。秋のボーヌ近郊の広大なブドウ畑が金色に埋め尽くされることから発想された名称である。

## 地理

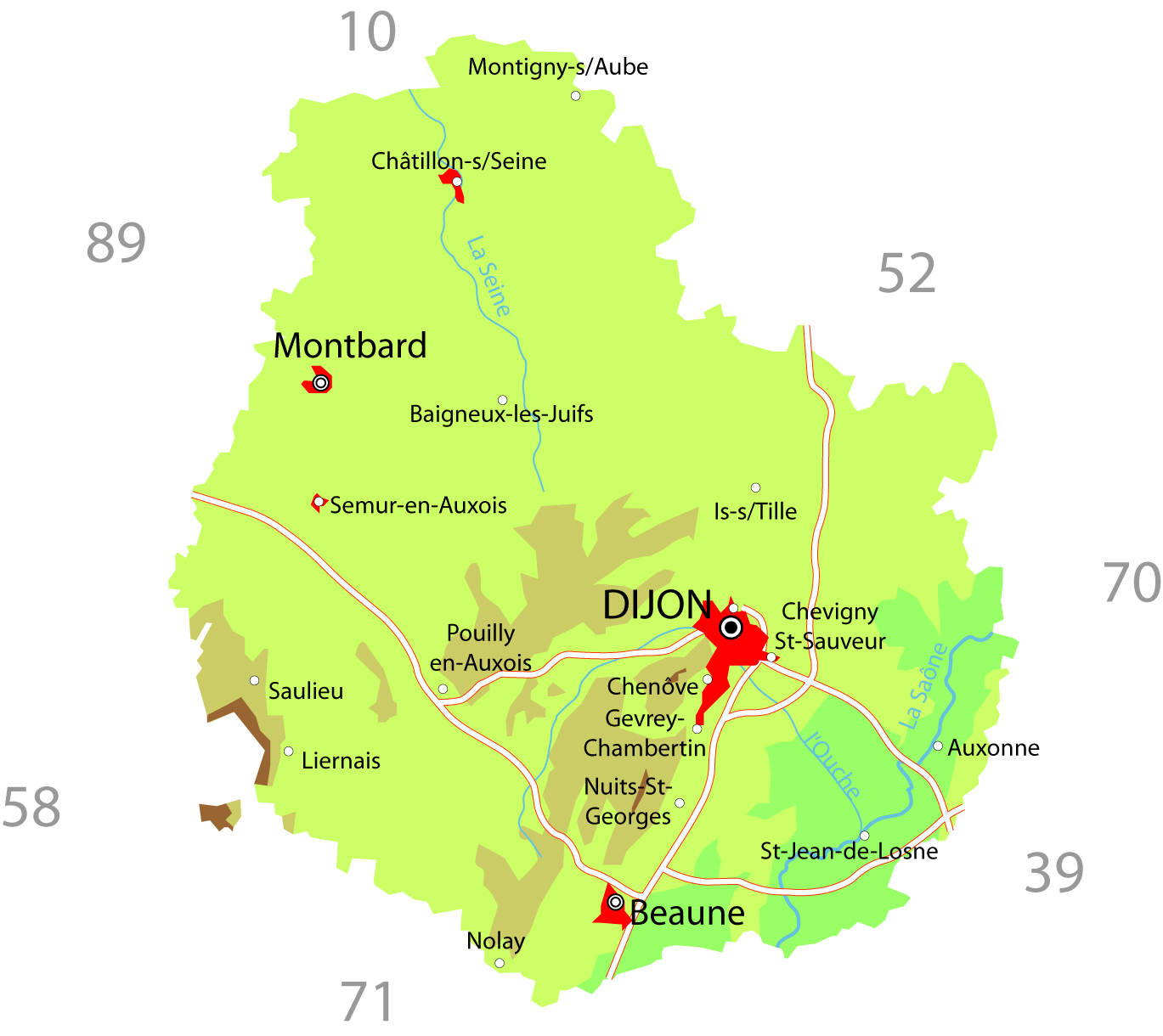
コート＝ドール県の地図

ヨンヌ県、ニエーヴル県、ソーヌ＝エ＝ロワール県、ジュラ県、オート＝ソーヌ県、オーブ県、オート＝マルヌ県と接する。
コート＝ドール県はブルゴーニュの入り口に位置し、セーヌ川、ロワール川、ソーヌ川、そしてロワール川の盆地を抱える。セーヌ川の水源地だけはパリの飛び地となっている。
県は地誌学上大きく4つに分けられる。南西のモルヴァン山地、北西のラングル＝シャティヨネーズ台地、南西のソーヌ川平野、中央部西よりのオーソワ地方である。
県の最高標高地点は、モルヴァン山地内のジアン山で、723m。最低地点は、ソーヌ川出口の174mである。

## 気候
コート＝ドール県の気候は、大陸性気候の傾向を持つ。ソーヌ川流域は大陸性で、モルヴァン山地など標高の高い地域ではさらに山岳性となり、ラングル平野の冬は長く寒く、霜が降りる。
総合的に見れば、県は夏に暑く乾燥し、冬は寒く湿度が高く、降雪が頻繁にある。

## 経済
コート＝ドール県は、一般道、高速道路、鉄道、水上交通の密接なネットワークの中心にある。県経済は約70%がサービス業、25%が工業、5%が農業である。公共工事に関連した建設業、農産物加工、機械工業、金属加工など工業が代表的である。

## 統計
コート＝ドール県は広大な面積を持つが人口密度が低い。県の大部分である近郊農村の過疎化にかかわらず、相対的なディジョンでの人口増加は、国勢調査が行われるたび県人口が増加し50万人を超える事実に貢献している。
| 1968年 | 1975年 | 1982年 | 1990年 | 1999年 | 2006年 | 2010年 |
| ------ | ------ | ------ | ------ | ------ | ------ | ------ |
| 421192 | 456070 | 473548 | 493866 | 506755 | 517168 | 524358 |

### 主なコミューン
| 順位 | コミューン                   | 人口 (2011) |
| ---- | ---------------------------- | ----------- |
| 1    | ディジョン                   | 151 672     |
| 2    | ボーヌ                       | 21 872      |
| 3    | シェノーヴ                   | 14 014      |
| 4    | タラン                       | 11 118      |
| 5    | シェヴィニー＝サン＝ソヴール | 10 200      |

## 観光

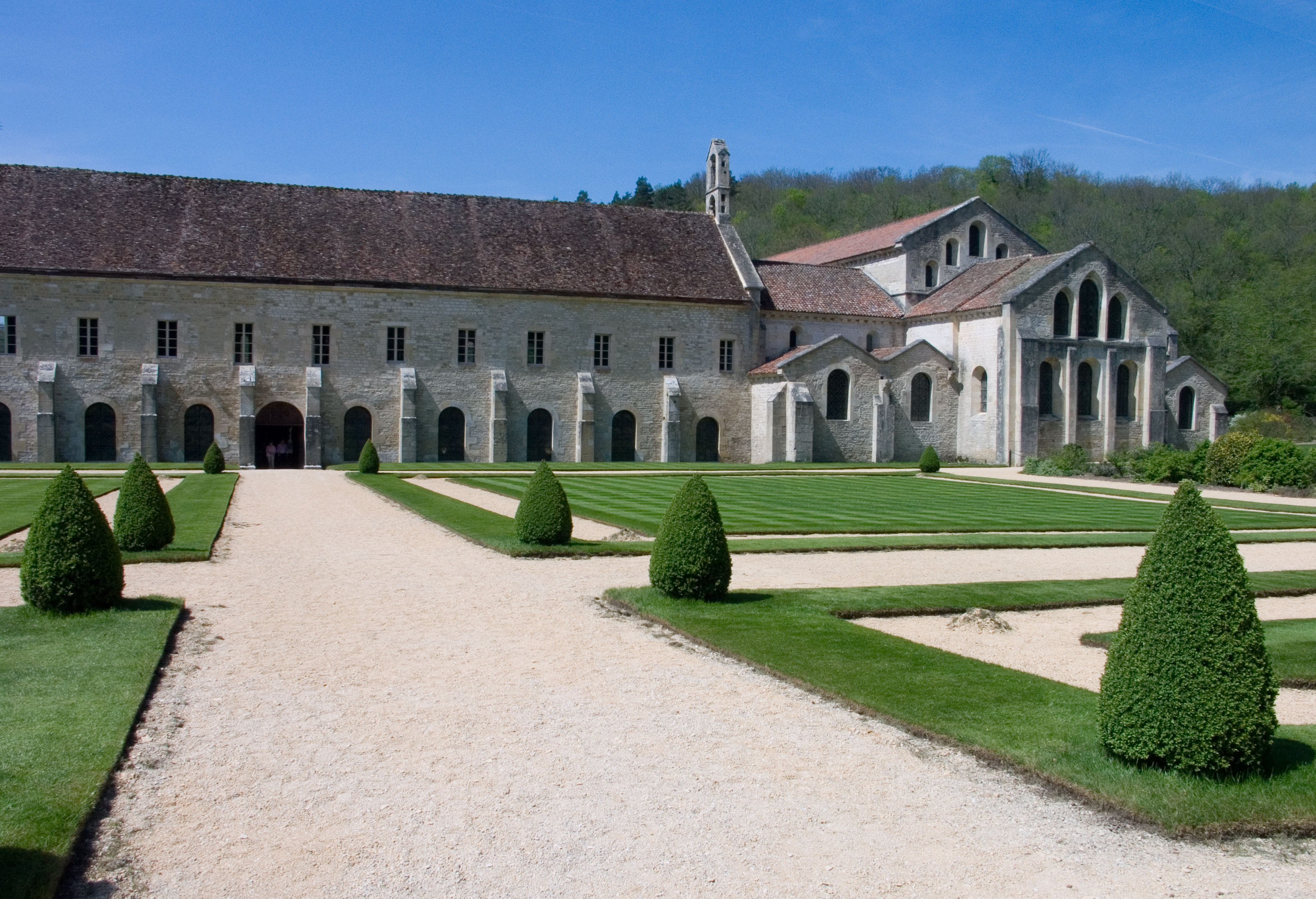
フォントネー修道院
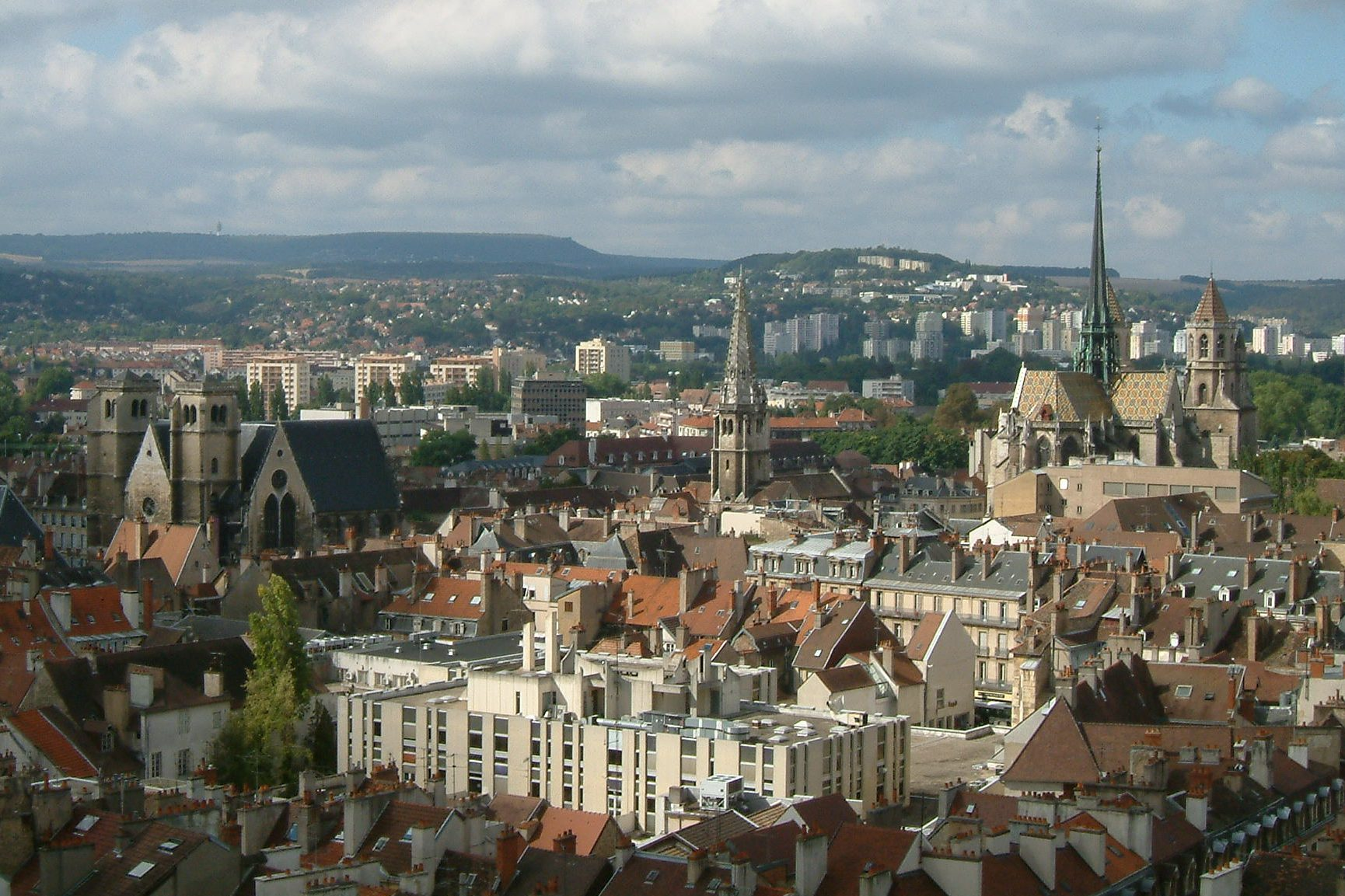
県都ディジョン
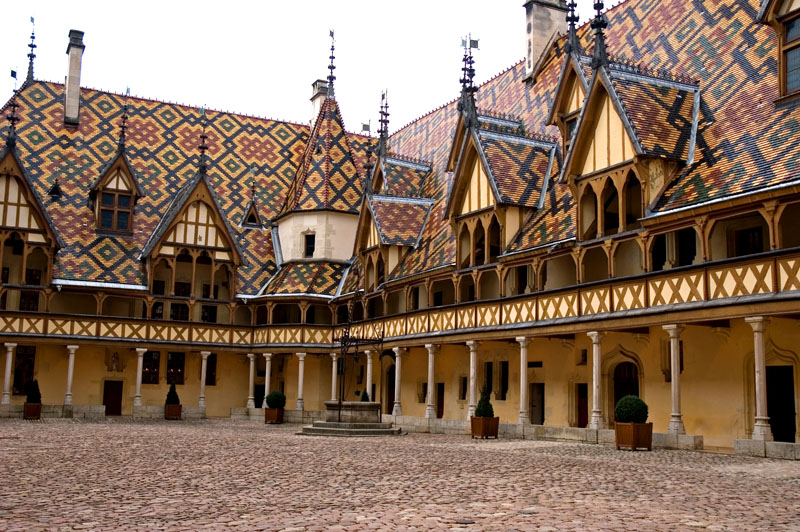
オスピス・ド・ボーヌ
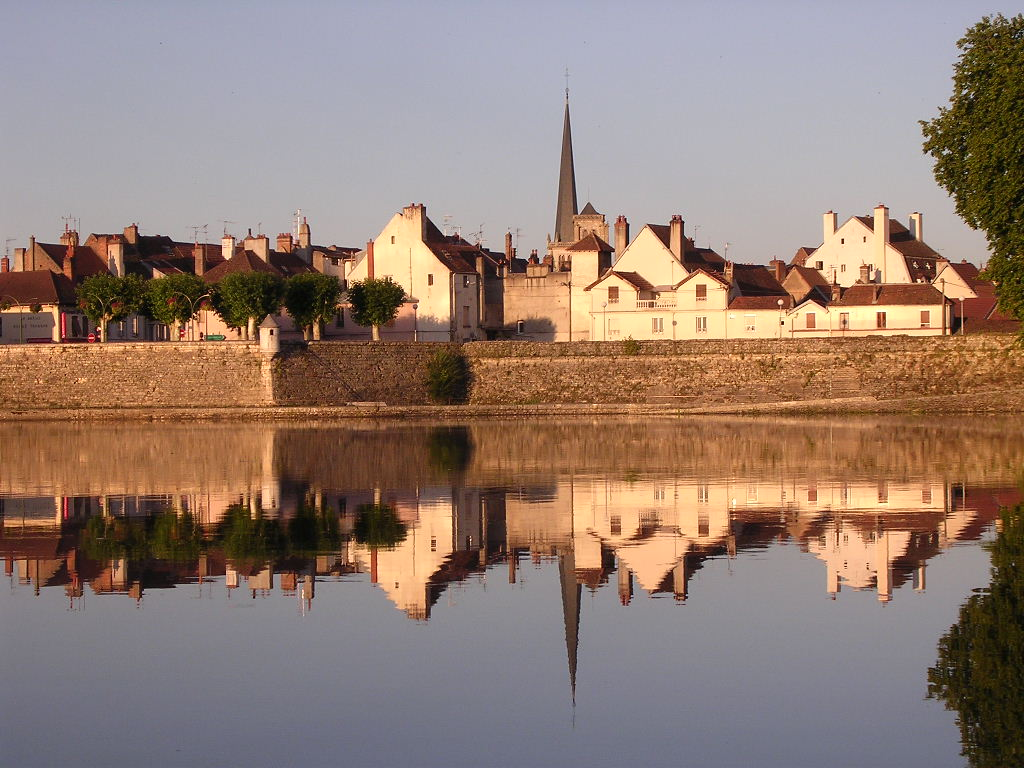
オーソンヌ

## ワイン
コート＝ドール県のワインはブルゴーニュワインに分類される。県庁所在地ディジョンに南接するマルサネ・ラ・コート村から南へ延びるコート・ド・ニュイ地区と、コート・ド・ボーヌ地区は世界で最も高価なワインとされるロマネ・コンティを初めとする高級ワインの産地として知られている。赤はピノ・ノワール種、白はシャルドネ種のぶどうから作られる事が多い。